# Selenia eblanaria
Selenia eblanaria là một loài bướm đêm trong họ Geometridae.